# Alonso Vélez de Guevara
Alonso Vélez de Guevara (Palos de la Frontera, 1541), fue un evangelizador franciscano. 
Sus apellidos no eran desconocidos en Palos. Los parientes de este fraile ocuparon cargos públicos de responsabilidad en el Cabildo hacia la segunda mitad del XVI; e igualmente en Moguer, donde aparece su línea de parentesco en los protocolos de la época. En Moguer, Fray Alonso, había ido de niño a la escuela del maestro Luís Ortíz, junto a otros amigos de la infancia que, como Martín de Briviesca, decidieron de mayores instalarse en las Indias. En 1590 fue requerido en Puebla de los Ángeles, donde se encontraba, para declarar en la Información de limpieza de linaje del moguereño, antes mencionado, Martín de Briviesca, aspirante al cargo de receptor y tesorero del Santo Oficio de México.